# Svenska Orgelsällskapet
Svenska orgelsällskapet är en ideell förening för personer som är intresserade av piporglar av alla sorter. Svenska Orgelsällskapet ger även ut tidskriften Orgelforum, som är Sveriges enda orgeltidskrift. Det har kontakt med systerorganisationer i flera andra länder. Sällskapet bildades 4 mars 1978 i Lund.

## Historia
Ända sedan 1976 har några orgelintresserade samlats i den polska raidioingenjören André Laskowskis skivaffär, bakom Lunds domkyrka i Lund. Man hade studiebesök i skånska kyrkor och ordnade med studiecirklar. Inspirationen kom från det danska och tyska orgelsällskapen. 4 mars 1978 hade man en konsert med Torsten Nilsson i Lunds domkyrka. 

### Utlandsresor
- 1982 Tyskland och Schweiz
- 1987 Finland

- 1993 Estland
- 1994 Tjeckien
- 1998 Finland

## Orgelforum
Sällskapets tidning heter Orgelforum. 29 januari 1979 tog man beslut om att ge ut tidskriften. Till redaktör utsågs Bengt Andreas och som biredaktörer blev organisterna Erik Lundkvist och Jan Håkan Åberg. Därefter har Hans-Martin Riben, Jan Roström, Sverker Jullander och Dag Edholm varit redaktörer. Sedan 2015 är Marcus Torén  redaktör för tidskriften.

## Ordförande
- 1978-1984 Bengt Andreas
- 1984-1988 Per Gunnar Petersson
- 1988-1993 Jan Roström
- Från 1993 Jan Cedmark

## Medlemmar
- 1978 - 94 medlemmar
- 1980 (sommar) - 750 medlemmar
- 1985 (sommar) - 1083 medlemmar